# بالحاف

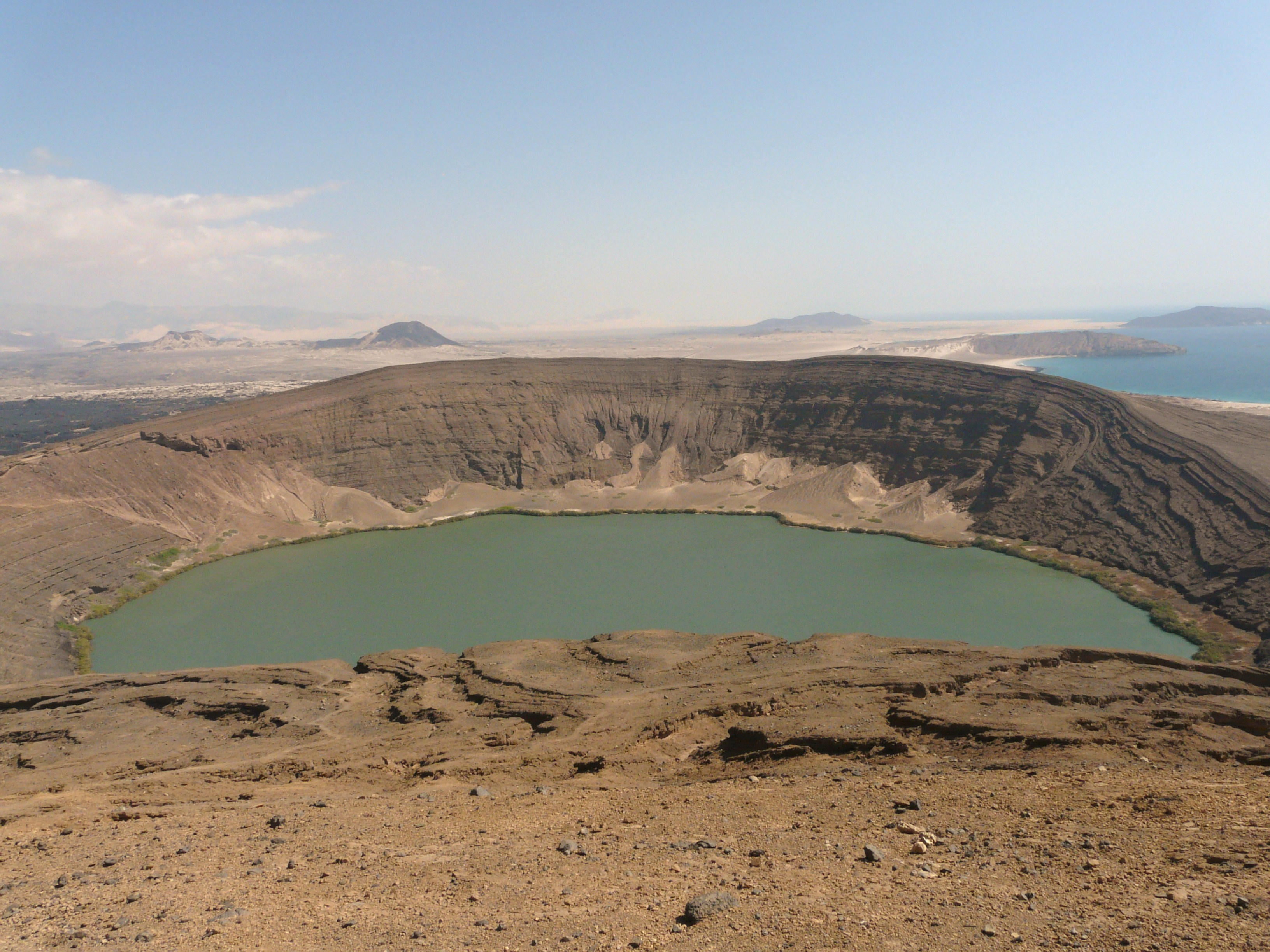
دهانه بیر علی در بالحاف.

بالحاف یک شهر بندری صنعتی و یک دره در منطقه‌ای از تپه‌های شنی ساحلی در منطقه ساحلی بروم یمن است. این منطقه دارای درختان نخل و ماسه سفید است که جای خود را به ناحیه‌های گدازه سیاه و بندر ماهیگیری بیرعلی می‌دهد. جاده کورنیش به بندر ساحلی بروم منتهی می‌شود.
بلحاف در استان شبوه یمن واقع است که در حدود ۱۵۰ کیلومتر از مکلا، پایتخت حضرموت واقع شده‌است.
این سایت در سال ۲۰۰۲ در رده ترکیبی (فرهنگی و طبیعی) به فهرست آزمایشی میراث جهانی یونسکو افزوده شد.